# Siggetorp
Siggetorps egendom är en herrgård i Lidköpings kommun.

## Historik
Gården som ligger i i de tre kyrksocknarna Råda, Mellby och Åsaka i Kållands härad sydväst om Lidköping omnämns redan 1291 som Sigruthärthorp. I början av 1300-talet ägdes den av en storman på Kolland vid namn Sigge vartefter den ärvdes av sonen Nils Siggesson, som var i Skara år 1356 – 1386. Under 1600-talet var släkten Ollonberg innehavare medan det följande århundradena präglades av Ekebladar och Fockar. 1890 övertogs egendomen genom köp av patronen Lorenz Bogislav Hommerberg. Han överlät den 1903 överlät gården till sin son B G L Hommerberg. Sedan 1960-talet är familjen Svederberg ägare till egendomen.

## Byggnader
Huvudbyggnadens äldsta delar stammar från 1521 då en envåningsbyggnad uppfördes. Denna utvidgades 1650 till nuvarande mått. 1799 påbyggdes den med en våning samt hög vindsvåning under valmat tak. Åren 1907 – 1908 genomfördes en omfattande ombyggnad för B G L Hommerberg präglad av jugendtiden. På senare år har exteriören delvis återförts till 1799 års, genom borttagandet av glasverandan vid huvudentrén och viss snickarglädje.
Ladugården uppfördes 1934, efter att den tidigare brunnit ned, och blev riksbekant för sin då moderna utformning.